# 我永遠的聖誕老人
《我永遠的聖誕老人》是日本漫畫家赤松健的短篇漫畫作品，連載於講談社《週刊少年Magazine》1998年4・5合併號。單行本是在2001年11月14日發售《純情房東俏房客 IRO-HINA Version 2》（ラブひな IRO-HINA Version 2）附贈的小冊子。2005年12月7日同時發售2卷OVA，正體中文字幕版由木棉花國際代理發售。

## 故事介紹
參太是討厭聖誕節和聖誕老人的學生，在聖誕節的夜晚卻遇到自稱是聖誕老人的少女要求陪伴一晚。

## 角色介紹
參太（聲：龜井淳）
本作男主角。高中生。平常父母在外工作而一人獨居公寓。因為出生日是12月24日，名字和聖誕（サンタ）發音一樣而常被人戲稱聖誕老人而討厭聖誕節和聖誕老人。
舞（聲：平野綾）
本作女主角。頭上的呆毛能夠尋找不幸的人，能透過親吻使用魔法來分享幸運，也會用魔法變出有「サン」字的物品。平常是少女姿態，魔力復原後即變身為成熟女性姿態的聖誕老人。
小舞（聲：田村由香里）
舞的妹妹，就讀幼稚園的小女孩。OVA原創角色。嬌小體型卻有驚人的食量，擅長咬人做為攻擊。
莎莉（聲：小林優）
舞的青梅竹馬和競爭對手。OVA原創角色。在知道舞將被帶回國後，為了讓舞不留下遺憾離開參太，暗中幫忙撮合兩人。
諾埃爾（聲：櫻井智）
聖誕學校的教官。OVA原創角色。原本被理事會奉命要將舞帶回國，後來才得知是要將小舞帶回國。
齊藤美奈子（聲：千葉紗子）
參太的憧憬對象。OVA原創角色。原作只有提到名字，本人沒有實際登場。
貝特洛
平常是舞隨時帶著的馴鹿絨毛玩具，當舞變身成聖誕老人時就能變回真正的馴鹿。

## OVA
2005年12月7日同時發售2卷OVA。第1卷是原作劇情，第2卷是原創劇情。

### 工作人員
- 原作：赤松健（講談社《週刊少年Magazine》1998年4・5合併號揭載）
- 企畫：堀尾裕樹
- 劇本：瀧晃一（第1卷）、佐藤勝一（第2卷）
- 監督、分鏡：中村憲由
- 角色設定：柳澤正秀
- 角色原案協力：綾永蘭
- 副角色設定、總作畫監督：塩川貴史
- 作畫監督：長森佳容（第1卷）、番由紀子（第2卷）
- 演出：中村憲由（第1卷）、羽生尚靖（第2卷）
- 美術監督：小濱俊裕
- 色彩設計：若菜陽子
- 攝影監督：澤直人
- 編集：和田光弘
- 音響監督：鶴岡陽太
- 音樂：坂本洋
- 製作人：宇都貴博
- 動畫製作：TNK
- 製作：Three Fat Samurai、SOL BLADE

### 主題曲
片頭曲
「My Love」
作詞：七花　作曲/編曲：坂本洋　歌：七花
插入曲
「GANVARE!」
作詞：森由里子　作曲/編曲：湯川トーベン　歌：田村由香里
「Get my own way」
作詞：森由里子　作曲/編曲：湯川トーベン　歌：小林優
「さよならを言うために」
作詞：木本慶子　作曲/編曲：坂本洋　歌：櫻井智
「サンバdeサンタ!」
作詞/作曲/編曲/歌：Little Non
「永遠の奇跡」
作詞：木本慶子　作曲/編曲：坂本洋　歌：七花
片尾曲
「キミからお願い」（第1巻）
作詞：木本慶子　作曲/編曲：坂本洋　歌：平野綾
「my saint」（第2巻）
作詞：木本慶子　作曲/編曲：坂本洋　歌：平野綾

## CD
- いつだってMyサンタ! マイキャラクターソング キミからお願い（歌：マイ CV：平野綾 發售日：2005年10月21日）
- いつだってMyサンタ! ノエル先生キャラクターソング Tomorrows Weather（歌：ノエル先生 CV：櫻井智 發售日：2005年11月2日）
- いつだってMyサンタ! シャリーキャラクターソング Get my own way（歌：シャリー CV：小林ゆう 發售日：2005年11月9日）
- いつだってMyサンタ! マイマイキャラクターソング GANVARE!（歌：マイマイ CV：田村ゆかり 發售日：2005年11月23日）
- いつだってMyサンタ! サンバdeサンタ!（歌：Little Non 發售日：2005年11月16日）
- いつだってMyサンタ! My Love（歌：七花 發售日：2005年12月7日）
- いつだってMyサンタ! 「my saint」～「いつだってMyサンタ!」BGM+キャラソンRemix～（發售日：2005年12月21日）

## 外部連結
- いつだってMYサンタ!TNK（日語）
- いつだってMYサンタ （页面存档备份，存于）マンガ図書館Z（官方免費線上閱覽網站）（日語）
- 我永遠的聖誕老人 （页面存档备份，存于）木棉花國際（已關站）（繁體中文）
- いつだってMYサンタ!研究所 （页面存档备份，存于）赤松健作品総合研究所（日語）